# Beatrice Babin

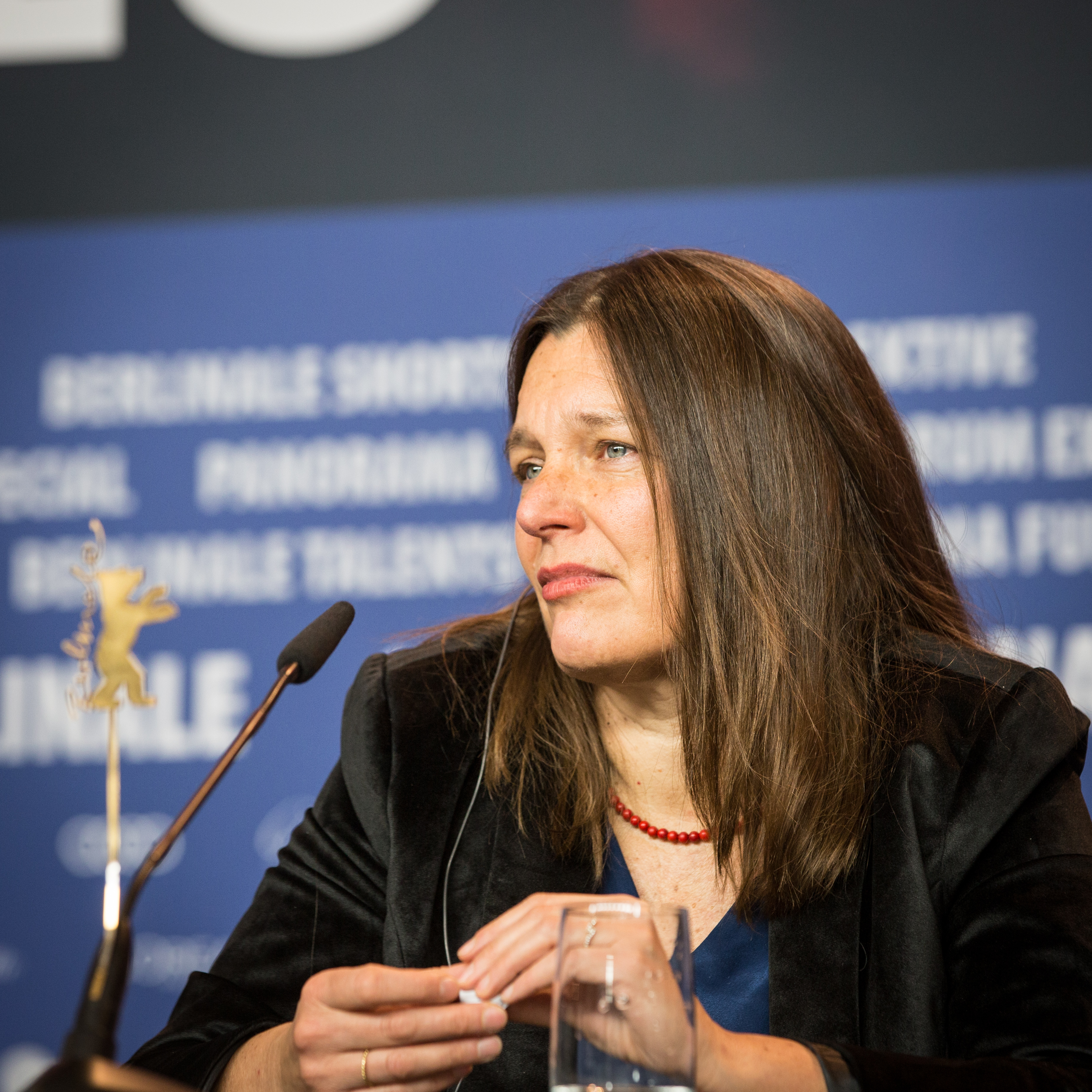
Beatrice Babin bei der Berlinale 2018

Beatrice Babin (* 12. Mai 1964 in München) ist eine deutsche Filmeditorin.

## Leben
Ihr Filmwissenschaftsstudium an der Ludwig-Maximilians-Universität München schloss Babin 1989 mit einer Magisterarbeit über Federico Fellini ab. Zwischen 1984 und 1994 erfolgten längere Auslandsaufenthalte in New York, Rom, Namibia, Brasilien und Portugal. In dieser Zeit arbeitete sie als Theaterdramaturgin und Lektorin. Seit 1996 ist Babin als Editorin für Spielfilme, Dokumentarfilme und Videokunstfilme tätig.
Sie ist unter anderem Schnitt-Dozentin an der Deutschen Film- und Fernsehakademie Berlin (DFFB) und Mitglied der Deutschen Filmakademie.
Seit dem Sommersemester 2020 teilt sie sich mit Michael Palm die Professur Montage an der Hochschule für Fernsehen und Film München.

## Filmografie (Auswahl)
- 2005: Molly’s Way – Regie: Emily Atef
- 2006: Balkan Champion (Dokumentarfilm) – Regie: Réka Kincses
- 2006: Sieh zu, dass du Land gewinnst – Ko-Editorin: Sonja Baeger; Regie: Kerstin Ahlrichs
- 2007: Forte Fortissimo (Dokumentarfilm) – Regie: Irina Goldstein
- 2007: Söhne (Dokumentarfilm) – Regie: Volker Koepp
- 2007: Holunderblüte (Dokumentarfilm) – Regie: Volker Koepp
- 2007: Roots Germania (Dokumentarfilm) – Ko-Editorin: Karin Nowarra; Regie: Mo Asumang
- 2008: Memelland (Dokumentarfilm) – Regie: Volker Koepp
- 2008: Das Fremde in mir – Regie: Emily Atef
- 2009: Berlin–Stettin (Dokumentarfilm) – Regie: Volker Koepp
- 2010: Das rote Zimmer – Regie: Rudolf Thome
- 2010: Pink Gang (Dokumentarfilm) – Regie: Enrico Bisi
- 2011: Töte mich – Regie: Emily Atef
- 2012: Ins Blaue – Regie: Rudolf Thome
- 2012: Heimat, Sex und andere Unzulänglichkeiten – Regie: Réka Kincses
- 2013: Sarmatien (Dokumentarfilm) – Regie: Volker Koepp
- 2013: Waiting – Regie: Simone Orlandini
- 2015: Solness – Regie: Michael Klette
- 2016: Lou Andreas-Salomé – Regie: Cordula Kablitz-Post
- 2016: Die schönen Tage von Aranjuez (Les beaux jours d’Aranjuez) – Regie: Wim Wenders
- 2018: Eldorado (Dokumentarfilm) – Regie: Markus Imhoof
- 2021: Gefangen – Regie: Elke Hauck
- 2023: Rohbau – Regie: Tuna Kaptan
- 2024: Die Akademie – Regie: Camilla Guttner
- 2025: Einfach machen! – Regie: Reto Caduff